# Del Tha Funkee Homosapien
Teren Delvon Jones (født 12. august 1972), bedre kendt som Del Tha Funkee Homosapien, er en rapper fra USA.
Han er født og opvokset Oakland, Californien.
Hans debutalbum blev bl.a. produceret af hans fætter Ice Cube.

## Diskografi
- No need for alarm (1993)
- Eleventh Hour (2008)